# Posidoniomyces
Posidoniomyces is een monotypisch geslacht van schimmels uit de familie Aigialaceae. Het bevat alleen Posidoniomyces atricolor.